# باول ك. بيندكت
باول ك. بيندكت (بالإنجليزية: Paul K. Benedict)‏ هو لغوي وطبيب نفسي أمريكي، ولد في 5 يوليو 1912 في بكبسي في الولايات المتحدة، وتوفي في 21 يوليو 1997 في أورموند بيتش في الولايات المتحدة بسبب حادث مرور.

## وصلات خارجية
- باول ك. بيندكت على موقع الموسوعة البريطانية (الإنجليزية)